# Семичастний Михайло Васильович
Миха́йло Васи́льович Семича́стний (рос. Михаил Васильевич Семичастный, нар. 5 грудня 1910, сел. Перловка — пом. 30 серпня 1978, Москва) — радянський футболіст, по завершенні ігрової кар'єри — футбольний тренер. Крім футболу займався також іншими видами спорту. У складі збірної Москви з баскетболу був чемпіоном країни 1935 року. Як гандболіст виступав за збірну Москви і був неодноразовим чемпіоном країни. Також грав у волейбол, був лижником та легкоатлетом. Заслужений майстер спорту
Як футболіст насамперед відомий виступами за клуб «Динамо» (Москва), в якому домігся найбільших успіхів, ставши рекордсменом команди (разом з Левом Яшиним) за кількістю виграних чемпіонатів країни, найкращим бомбардиром першого чемпіонату та володарем кубка країни.

## Ігрова кар'єра
Народився 5 грудня 1910 року в селищі Перловка (нині в складі міста Митищі). Вихованець команди станції Перловська (1924–1925), згодом виступав у клубних командах Північної залізниці (1926–1927).
У дорослому футболі дебютував 1932 року виступами за команду клубу ЦСКА (Москва), в якій провів три року.
1936 року, перед початком першого чемпіонату СРСР, перейшов до московського «Динамо», у складі якого відразу став чемпіоном країни та найкращим бомбардиром змагань, забивши 6 голів в 6 матчах.
Брав участь 1937 року в матчах зі збірною Басконії, в другому матчі забив гол. Брав участь у легендарному турне по Великій Британії. Був багаторічним капітаном команди. Грав на позиції правого крайнього нападника, згодом був переведений в захист, де також проявив себе з найкращого боку.
Завершив кар'єру футболіста виступами за команду «Динамо» Москва у 1950 році

## Кар'єра тренера
Розпочав тренерську кар'єру невдовзі по завершенні кар'єри гравця, 1951 року, очоливши тренерський штаб клубу «Динамо» (Москва). Пізніше став спортивним функціонером займаючи ряд постів: відповідальний секретар та заступник голови МДР «Динамо» (1954–1965), старший тренер відділу футболу та хокею ЦС «Динамо» (1966–1978), член президії Федерації футболу СРСР (1959–1978), заступник голови тренерської ради Федерації футболу СРСР (1965–1978).
Помер 30 серпня 1978 року на 68-му році життя у Москві. Похований на 21-ій ділянці Ваганьковського кладовища в Москві.

## Титули і досягнення
- Чемпіон СРСР збірних міст і республік: 1935
- П'ятикратний чемпіон СРСР: 1936 (весна), 1937, 1940, 1945, 1949
- Володар кубка СРСР: 1937
- Чемпіон Москви: 1942 (весна).
- Володар Кубка Москви: 1941
- Володар ювілейного Кубка ЦС «Динамо»: 1948

### Особисті
- Найкращий бомбардир чемпіонату 1936 (весна)(6 голів)
- В списку «55-ти найкращих футболістів країни»: 1938 (№ 2 серед крайніх нападників)
- Заслужений майстер спорту: 1945
- Орден «Знак Пошани»: 1957